# باموزا سونو
باموزا سونو (بالإنجليزية: Bamuza Sono)‏ (21 مارس 1980 بجوهانسبرغ في جنوب أفريقيا - ) هو لاعب كرة قدم جنوب أفريقي في مركز الوسط. شارك مع منتخب جنوب أفريقيا تحت 17 سنة لكرة القدم ومنتخب جنوب أفريقيا تحت 20 سنة لكرة القدم ومنتخب جنوب أفريقيا لكرة القدم. أما مع النوادي، فقد لعب مع مكابي نتانيا ونادي جومو كوزموز.

## مسيرته الكروية
لعب باموزا سونو خلال مسيرته الاحترافية مع نادِ واحدٍ في سبعة عشر موسمًا وسجل خلالها 6 أهداف ضمن 309 مباراة. ولم يفز بأي موسم بالكأس أو بالدوري.
خاض باموزا سونو مسيرته مع نادي جومو كوزموز في موسم 1999–00 ليلعب معه سبعة عشر موسمًا، مشاركًا في 309 مباراة سجل خلالها 6 أهداف.

## وصلات خارجية
- باموزا سونو على موقع قاعدة بيانات كرة القدم.إي يو (الإنجليزية)
- باموزا سونو على موقع ناشيونال فوتبول تيمز (الإنجليزية)